# Église Saint-Georges de Saint-Jeoire
L'église Saint-Georges de Saint-Jeoire est une église catholique, situé dans la commune de Saint-Jeoire-en-Faucigny, en Haute-Savoie. L'église, comme à Saint-Jeoire-Prieuré (département de la Savoie), est placée sous le patronage de saint Georges. Jeoire vient de Georgius.

## Historique
Une première église rectangulaire est construite au Moyen Âge, et modifiée au fil du temps. Son clocher, menaçant de s'effondrer, est abattu en 1739. À la suite d'une décision du conseil communal du 10 février 1740, les travaux de construction d'un nouveau clocher sont entrepris, et finissent en 1759.
L'occupation de la Savoie par les troupes françaises, de 1792 à 1815, laisse l'église dans un état déplorable. L'édifice a été profané et dégradé, notamment l'autel, les boiseries et le toit, au point que le diocèse d'Annecy envisagera d'y interdire le culte. L'autel est reconstruit avant 1837, et des travaux d'agrandissement sont envisagés. Cependant, ceux-ci rendraient irrégulier et inesthétique l'édifice déjà disparate ; aussi est-il décidé en 1855 de détruire cette église pour en construire une nouvelle. Celle-ci sera située contre la butte dite Sur Nave, sur un terrain donné par la famille de La Fléchère, pour dégager une place nouvelle au centre du bourg.
Les habitants de la commune ont décidé de conserver le clocher existant, où la date de 1173 figurait. La nouvelle église est construite séparée du clocher, en style néogothique lombard, entre 1856 et 1858.
En 1878, le clocher qui menace ruine doit être restauré ; le haut de la tour est alors remplacé par une plateforme cimentée ornée de créneaux.
L'église fait de nouveau l'objet d'une restauration en 1989.

## Description

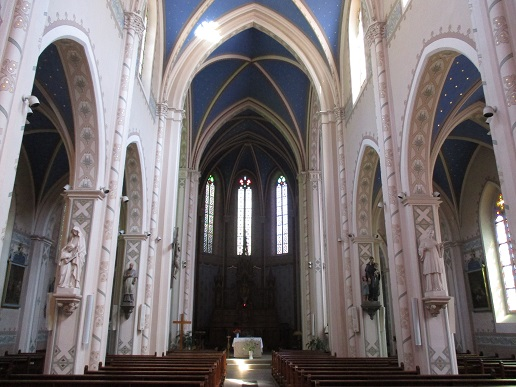
Intérieur de l'église.

L'église est de style néo-gothique lombard.

## Les cloches
Dans le clocher de l'église, se balancent 4 cloches, issues de la Fonderie Paccard d'Annecy-le-Vieux :
- le bourdon pèse 1 800 kg (1,8 t) pour 1,42 m de diamètre, il donne un Ré3, date de 1843,
- la cloche seconde pèse 800 kg pour 1,13 m de diamètre, elle donne un Fa#3, elle date, comme les 2 petites cloches de 1889,
- la cloche 3, qui sonne les angélus à 7 h, 12 h et 19 h, pèse 450 kg, pour 87 cm de diamètre, elle donne un La3,
- la cloche 4, cloche du tocsin, pèse 220 kg pour 76 cm de diamètre, donne un Ré4.

## Galerie

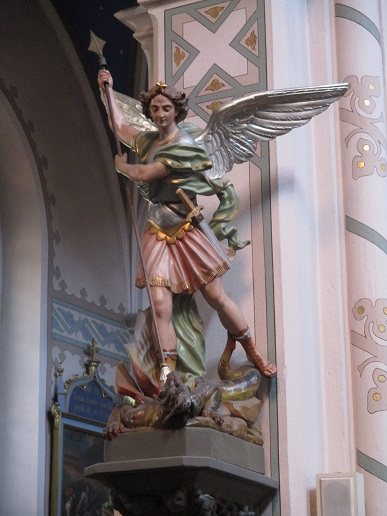
Ange Gabriel
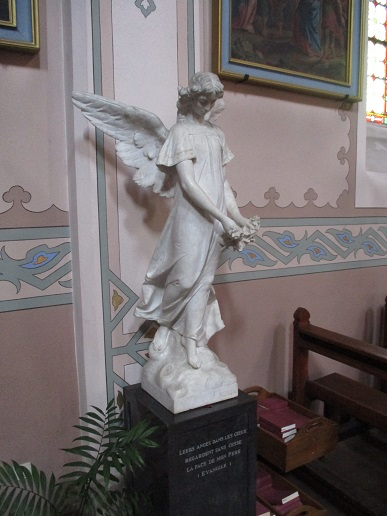
Ange
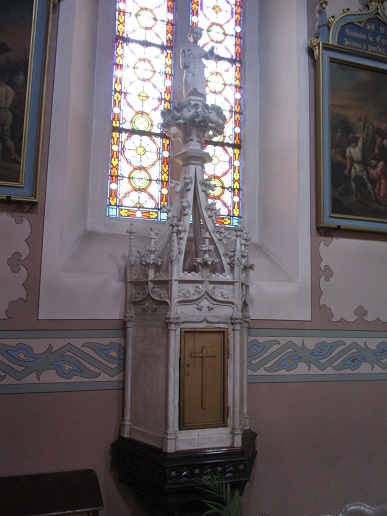
Baptistère
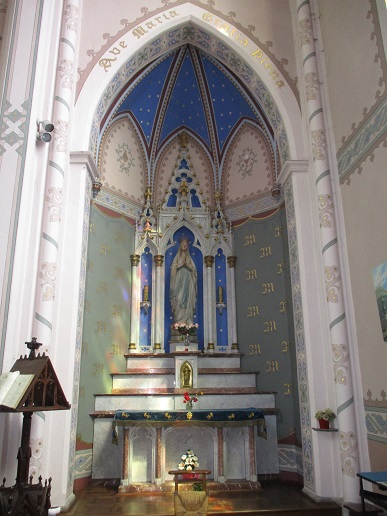
Chapelle droite
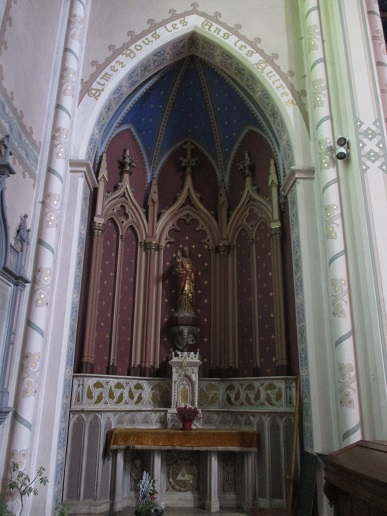
Chapelle gauche
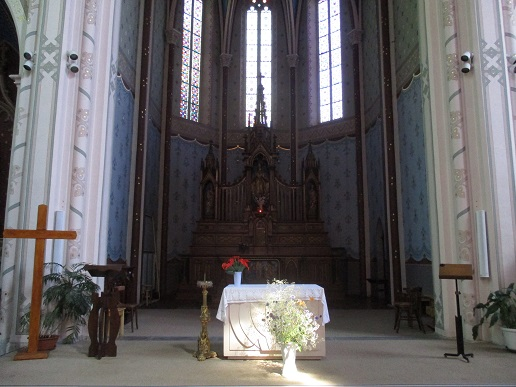
Chœur
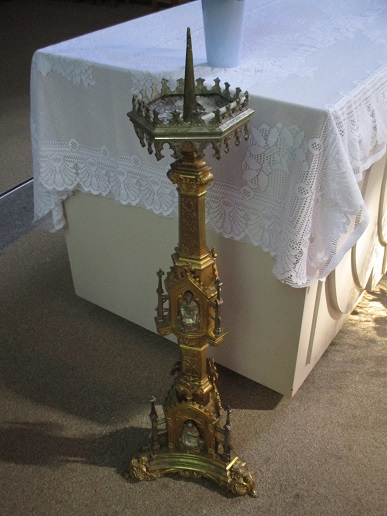
Cierge de style gothique
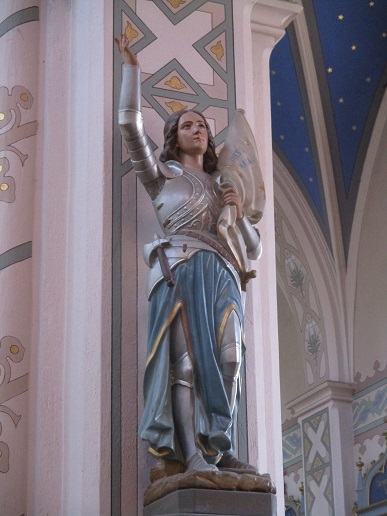
Jeanne d'Arc
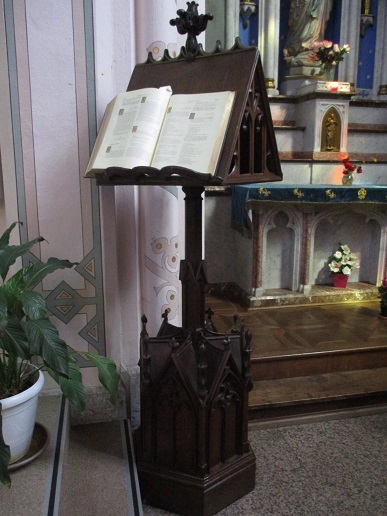
Lutrin de style gothique
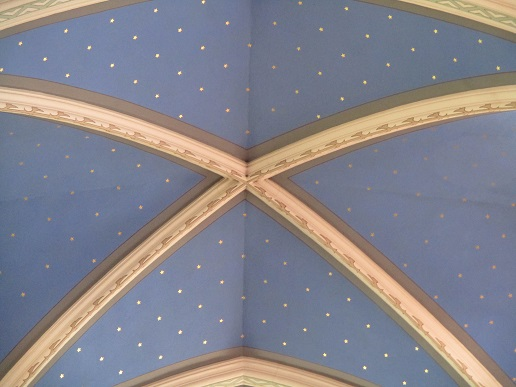
Fresques
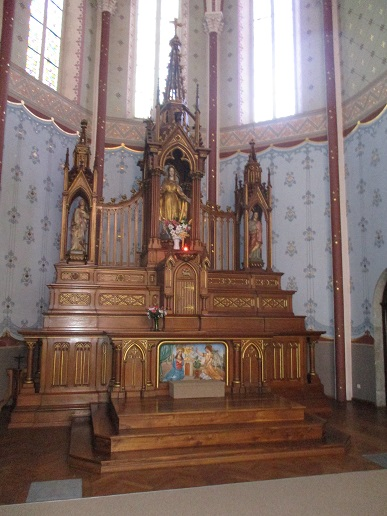
Retable en bois